# Andreas Ungesson
Andreas "Ankan" Ungesson, född 4 maj 1987 i Bergsjön, Göteborg, är en svensk tidigare handbollsspelare (vänsternia).

## Karriär
Andreas Ungesson inledde sin handbollskarriär i IK Sävehof och spelade i föreningens A-lag 2005 till 2010, men bytte klubb inför säsongen 2010/2011 till HK Aranäs. Han spelade sedan i två år för Aranäs. 2012 blev han klar för spel i Önnereds HK, som den säsongen spelade i Elitserien. 2013 lämnade han Sverige för spel i Fyllingen i Bergen. I december 2015 skadade han ett korsband och en menisk i knäet och fick göra speluppehåll i Fyllingen. I februari 2017 var han klar för spel efter skadan. 2018 förlängde han sitt kontrakt med Fyllingen. 2021 slutade han som spelare efter 8 åri Fyllingen.
Han spelade under 2006 11 landskamper för Sveriges U21-landslag och gjorde 20 mål.